# Шайхетдінов Вагіз Гайнельгілемович
Вагіз Гайнельгілемович Шайхетдінов (нар. 8 березня 1955 року, село Копей-Кубово, Буздяцький район, Башкирської АРСР, РРФСР, СРСР) — живописець. Заслужений художник Республіки Башкортостан (2012), член молодіжного відділення Спілки художників СРСР (1986), член Спілки художників РФ (1995). Брат художника Вакіля Шайхетдінова.

## Біографія
Шайхетдінов Вагіз Гайнельгілемович народився 8 березня 1955 року в селі Копей-Кубово Буздяцького району Башкирської АРСР. У 1980 році захищає диплом по живопису в художньо-графічному факультеті БДПІ у м. Уфі. І з того ж року — учасник республіканських, зональних, регіональних, всеукраїнських, всесоюзних, зарубіжних, міжнародних (більше 20-ти) виставок (м. Октябрський, м. Уфа, м. Казань, м. Чебоксари, м Лефкос — Кіпр). Картини художника зберігаються в Башкирському державному художньому музеї імені М. В. Нестерова (м. Уфа), в галереї мерії м. Уфа, Мінгео СРСР м. Москва, в Курултаї Республіки Башкортостан (м. Уфа), в музеї МВС Республіки Башкортостан, в музеї Рудольфа Нурієва (Башкирський театр опери та балету) м. Уфа, в музеї театру «Нур» м. Уфа, в галереї портретів БДУ, в музеї Буздяцького району, у штаб-квартирі ЮНЕСКО (м. Париж), в музеї Сучасного мистецтва Кіпру м. Лефкос (Нікосія) і в приватних колекціях в Росії, Німеччині, Туреччині, Югославії, Франції. За підтримки фонду «УРАЛ», до ювілею художника видано альбом художніх робіт, де відображаються історії життя людей та краса рідного краю Коли на початку 90-х років абстракція була на піку популярності, ранні роботи Вагіза Шайхетдінова тяжіли більше до абстракції. Проте пізніше він звертається до реалій сучасного життя. В даний час живе і працює в Уфі.

## Вибрані роботи
«Автопортрет» (1979), «Портрет матері» (1985), «Портрет батька» (1985), «Спадщина» (1988), «Кандри. Мороз і сонце» (2002), «Моє село» (2005), «Сипайловська гора» (2012), «Шихан» (2008), «65-те свято» (2010), «Перекоти поле» (2007), «Рудольф Нурієв. Повернення» диптих (2012), та ін

## Нагороди та звання
- 1987 рік — подяка Мінгео СРСР за художнє оформлення.
- 2006 рік — диплом ВТОО «Союз художників Росії» за картину «Кандри. Мороз і сонце».
- 2008 рік — диплом ВТОО «Союз художників Росії» РБ за картину «Літнім днем».

— лист подяки Всесвітнього конгресу татар, м. Казань
- 2009 рік — пам'ятна ювілейна медаль «90 років МВС по РБ» за серію портретів.

— нагороджений листом подяки Міністерства культури Республіки Башкортостан.
- 2012 рік — диплом Міністерства культури Республіки Башкортостан, ВТОО «Союзу художників Росії» Республіки Башкортостан, за картину «Північні Амури».

— звання Заслужений художник РБ. — диплом Міністерства культури і ВТОО «Союзу художників Росії» Оренбурзької області. — лист подяки МВС РБ.
- 2015 рік — Почесна грамота МВС РБ.
- 2019 рік — премія «Срібний ключ» (Близькосхідний університет Кіпру), м. Нікосія.